# Gangnihessou

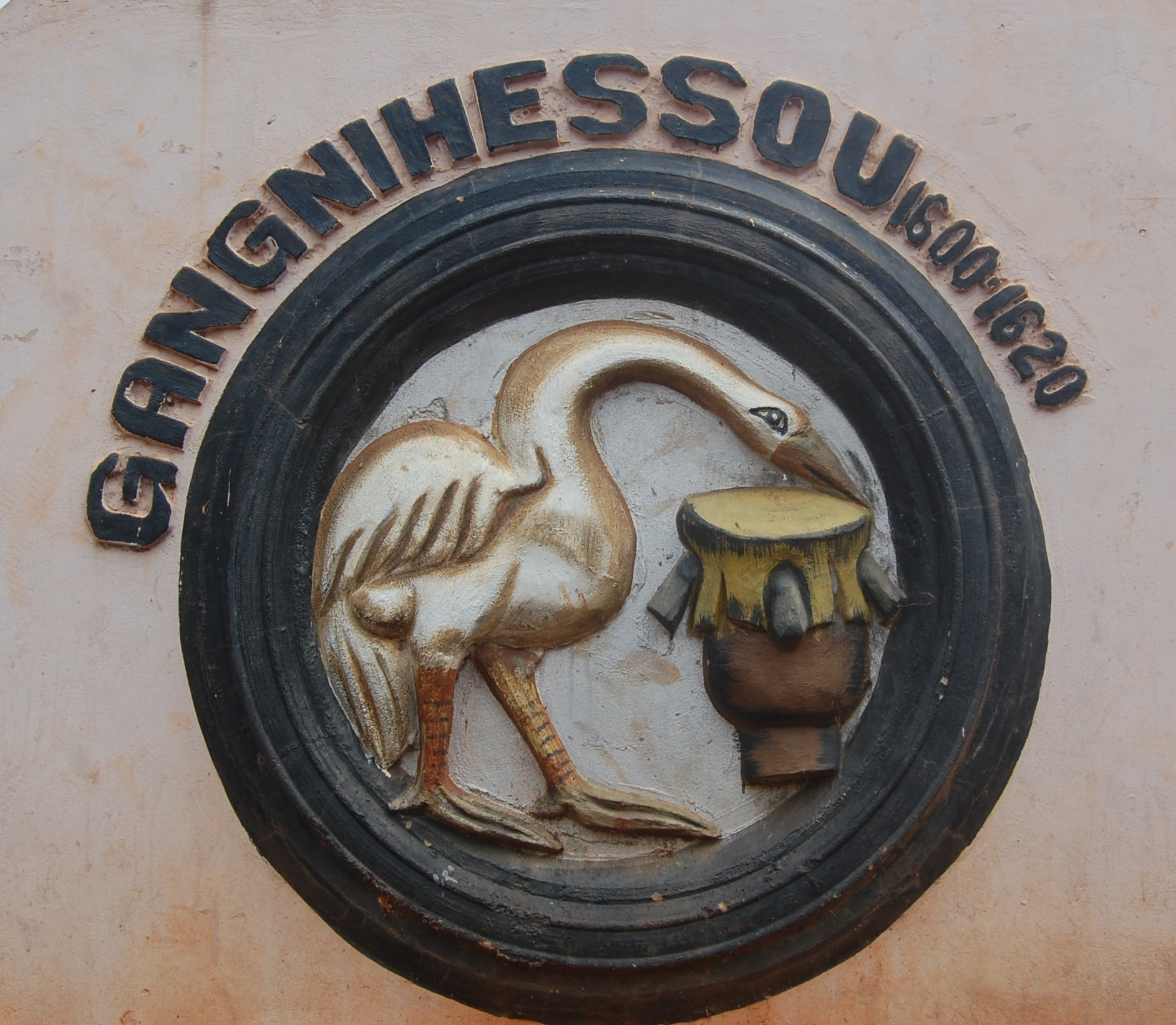
Simbolo del re Gangnihessou su un muro di piazza Goho ad Abomey, nel Benin, nel 2020

Gangnihessou, anche noto come Ganye Hessou (fl. XVII secolo), è stato il primo "dei dodici re tradizionali del Dahomey".

## Genealogia
Secondo la tradizione Gangnihessou proveniva da una famiglia che nel XVI secolo si era spostata da Tado sul fiume Moro (una località che ora si trova in Togo) fino ad Allada diventando la famiglia regnante della Grande Ardra. 
Gangnihessou fu re intorno al 1620. I suoi simboli erano un uccello maschio di gangnihessou (l'uccello era un rebus per il suo nome), un tamburo e bastoni di caccia. Non è interamente chiaro se ha servito storicamente come un re. Può semplicemente essere stato una guida influente che ha usato il potere dei suoi consigli per fare funzionare gli affari della comunità usando il suo fratello più giovane, Dakodonou. Dakodonou è stato chiaramente considerato un re durante il corso della sua vita.